# Петрушевич Омелян Михайлович
Отець Петрушевич Омелян (Емільян) Михайлович (1830 — 8 вересня 1901) — греко-католицький священник, український громадський діяч на Галичині, археолог-аматор, колекціонер. Батько Президента ЗУНР Євгена Петрушевича. Небіж Антона Петрушевича.

## Життєпис
Родина батька, теж священника, о. Михайла, має шляхетське білоруське походження. Предок о. Омеляна — о. Микола Петрушевич поселився в Галичині в 1-й половині XVIII ст. і був парохом села Цитулі Яворівського повіту (про це й нині свідчить кириличний напис над дверима старої дерев'яної церкви).
У 1860 р. — о. Омелян Петрушевич був призначений парохом церкви св. Миколая в Буську, оселився зі сім'єю у парохіяльному будинку на Довгій Стороні.
1863 — став деканом Буського деканату УГКЦ. З того часу був обраний віце-маршалом повітової ради в Кам'янці Струмиловій і очолив місцеву Шкільну Раду, яка охоплювала 6 громад і 7 шкіл.
З ініціативи отця Петрушевича на Довгій Стороні була організована українська двокласова школа.
До його уподобань належали історія, археологія, література, нумізматика. Рідкісними виданнями з його домашньої бібліотеки користувався віце-президент австрійського парламенту Юліан Романчук, інші тодішні діячі. Отець Омелян провадив археологічні дослідження на Волянах, де колись була фабрика заліза, а також на Ліпибоках, на місці папірні.
Деякі джерела стверджують, що о. Омелян помер 1906 року. Проте у шематизмах церкви в Ракобовтах отцем-парохом Іваном Дорошем, сватом о. Омеляна, зроблено запис про те, що 8 вересня 1901 помер о. Емільян Петрушевич. Саме ця дата має документальне підтвердження.
Після смерті о. О.Петрушевича родина передала частину його колекції (археологічні знахідки, нумізматика, ікони) до НТШ і до Українського Національного музею у Львові.
Похований на старому кладовищі у Буську поруч із дружиною.

## Родина
Разом із дружиною Сабиною (до шлюбу Коцюба) виховав 6 дітей, в тому числі 3 синів (Степан, Євген і Роман). Дружина померла 7 квітня 1877 р. у 41-річному віці від післяпологових ускладнень. 14 липня 1877 р. у тримісячному віці померла і дочка Леонтія.
Старший син Степан (1855-?) був одружений з найстаршою дочкою ракобовтівського пароха о. Івана Дороша; вони мали двох дітей — сина Леона та дочку Ігнатію. Ім'я о. Степана, пароха села Польового, згадане під час візиту до с. Купче Галицького Митрополита і Львівського Архієрея Сильвестра (Сембратовича) 18 травня 1890. Помер 1920 року в Бірзулі від тифу, будучи духівником УГА.
Наймолодший син — Роман (1872-?) пройшов військовий вишкіл і закінчив правничі студії. Був повітовим комісаром ЗУНР в Кам'янці-Струмиловій, ініціював створення різноманітних українських товариств, долучився до побудови у місті Народного Дому. Навесні 1940 р. заарештований енкаведистами; подальша доля невідома. Дружину та двох синів Юрія та Степана вивезено до Казахстану (Юрій вижив і 1941 року емігрував на Захід).